# 当年明月
石悦（1979年—），笔名当年明月，男，生於湖北宜昌，籍貫湖北武汉，中华人民共和国作家、学者兼官员，原为顺德海关公务员、海关总署下属杂志《金钥匙》编辑，因创作历史小说《明朝那些事儿》而走红，现任上海市人民政府研究室副主任，中国社科院明史学会副研究员。

## 生平
2000年7月，石悦大学毕业后考取海关公务员，2006年12月加入中国共产党。入党之前，他在同年3月开始在天涯社区的“煮酒论史”版块上先以“就是这样吗”的网名发表历史随笔，后更名为“当年明月”，因其写作风格新颖幽默受到网友热捧。因为同年5～6月遭到其他写手的嫉妒攻击和网暴，石悦决定离开天涯社区改到新浪博客继续发表写作，随后被出版社发现，将网文出版成书《明朝那些事儿》。该书畅销之势迅猛，很快席卷国内各大实体书店柜台最显眼的畅销书区域。而自2007年开始，凭借《明朝那些事儿》，石悦连续7届荣登中国作家富豪榜。
2013年4月，石悦任环境保护部宣教中心综合室副主任，2013年10月至2014年12月，前往环境保护部定点帮扶县河北省隆化县挂职任副县长。
2016年2月任中国出版传媒股份有限公司子公司中版文化传播有限公司副总经理。2018年5月，升任山东省人民政府办公厅综合处处长。时任省长是曾在海关系统工作过的龚正。
2020年龚正调任上海市市長，石悦也跟着来到上海工作，担任上海市委对外宣传办公室、上海市人民政府新闻办公室副主任。
2021年7月，拟任上海市直轄机关副局职，7月15日，担任上海市人民政府研究室副主任。
2025年1月，傳言石悅因性騷擾女上司，被關入精神病院療養。

## 其它作品
2008年当年明月与田沁鑫导演合作话剧《明》。《明》改编自莎士比亚的《李尔王》。

## 评价
當年明月的《明朝那些事儿》一书曾獲得網友好評，中國管理科學研究院研究員欧发伟则认为，当年明月用自己的灵魂还原了历史，而人类在他的历史里还原了灵魂。